# Paris Volley 2017-2018
Questa voce raccoglie le informazioni riguardanti il Paris Volley nelle competizioni ufficiali della stagione 2017-2018.

## Organigramma societario
Area direttiva
- Presidente: Alain Bertato

Area tecnica
- Allenatore: Dorian Rougeyron
- Allenatore in seconda: Julien Daniel

## Rosa
| N° | Nome             | Ruolo | Data di nascita   | Nazionalità sportiva |
| -- | ---------------- | ----- | ----------------- | -------------------- |
| 1  | Nuno Pinheiro    | P     | 31 dicembre 1984  | Portogallo           |
| 2  | Wouter ter Maat  | O     | 7 maggio 1991     | Paesi Bassi          |
| 3  | Simon Dubreuil   | O     | 7 gennaio 1995    | Francia              |
| 7  | Mitchell Stahl   | C     | 31 agosto 1994    | Stati Uniti          |
| 8  | Roland Gergye    | S     | 24 febbraio 1993  | Ungheria             |
| 9  | Valentin Bouleau | P     | 22 settembre 1995 | Francia              |
| 11 | Franck Lafitte   | C     | 8 marzo 1989      | Francia              |
| 12 | Alexis Cioffi    | C     | 17 gennaio 1995   | Francia              |
| 13 | Lucas Lilembo    | S     | 13 luglio 1996    | Francia              |
| 14 | Julien Lavagne   | S     | 24 ottobre 1985   | Francia              |
| 15 | Pavel Kuklinski  | S     | 18 dicembre 1989  | Bielorussia          |
| 16 | Nicolas Rossard  | L     | 23 maggio 1990    | Francia              |
| 18 | Ardo Kreek       | C     | 7 agosto 1986     | Estonia              |